# 란제리 (영화)
《란제리》(프랑스어: Amour et confusions)는 1997년 2월 5일에 개봉된 프랑스의 코미디 영화이다. 속옷 회사 컨퓨전에서 근무하는 남자 수석 디자이너인 던이 미국에서 온 여자친구인 세라와 사랑에 빠지면서 벌어지는 일들을 주제로 하고 있다.

## 출연진
- 파트리크 브루아데: 던(Dan) 역
- 크리스틴 스콧 토머스: 세라(Sarah) 역
- 제라르 다르몽: 사이먼(Simon) 역
- 발레리아 브루니 테데스키: 미셸(Michelle) 역
- 잔 모로: 리브라(Libra) 역
- 미셸 가르시아: 마담 빌리에(Madame Villiers) 역
- 마리프랑스 상통: 마담(Madame) 역
- 티키 홀가도: 성과학자 역
- 쥐디트 엘 제인: 호스티스 역